# Baki–Tbiliszi–Ceyhan-kőolajvezeték

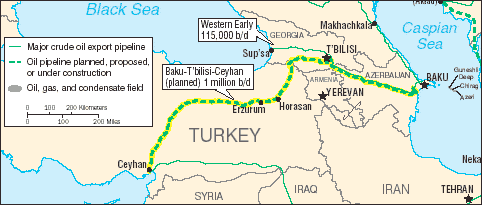
A BTC-vezeték nyomvonala

A Bakı–Tbiliszi–Ceyhan kőolajvezeték, rövidítve gyakran BTC-vezeték Azerbajdzsán fővárosából, Bakıból induló a grúziai Tbiliszin keresztül a törökországi Ceyhanig haladó kőolajvezeték. Hossza 1768 km, a Barátság kőolajvezeték után a második leghosszabb csővezeték.
A kőolajvezetékkel párhuzamosan halad az Erzurumnál végződő dél-kaukázusi gázvezeték, amely törökországi belső fogyasztásra szállít földgázt. A tervek szerint ott csatlakozik a vezetékhez a jövőben megépülő Nabucco-gázvezeték. Tbilisziig ugyancsak a BTC-vezetékkel megegyező nyomvonalon halad a Bakı–Szupsza kőolajvezeték.

## Geopolitikai környezete
Politikailag nyugtalan régión halad keresztül. 2008 augusztusának elején például kurd gerillák felgyújtották egy szakaszát, ezt követően pedig a dél-oszétiai fegyveres konfliktus miatt szünetelt a szállítás.